# Io e il sig. Rosso
Io e il sig. Rosso è il quarto album in studio del cantautore italiano Stefano Rosso, pubblicato nel 1980 dall'etichetta discografica Ciao Records.

## Descrizione
(da Per male che gli vada)
Dopo l'abbandono della RCA Italiana, Stefano Rosso passa ad una nuova etichetta, la Ciao Records, nata appena due anni prima a Milano ed il cui direttore artistico è Osvaldo Bernasconi, ex batterista dei Profeti.
L'etichetta decide di far partecipare il cantante al Festival di Sanremo 1980, con una delle canzoni registrate per l'album in uscita, L'italiano, canzone che ironizza sull'italiano medio, che si classifica all'ottavo posto e che viene pubblicata su 45 giri, L'italiano/Quarant'anni, riscuotendo un buon successo di vendite.
L'album segue il singolo di qualche settimana, ed è particolarmente importante nella discografia del cantautore perché è il primo in cui compaiono due brani interamente strumentali (Banjorosso e Metro's rag) in cui Stefano Rosso può mettere in evidenza le sue doti di chitarrista e banjoista, decidendo quindi di far risaltare in maniera più decisa l'aspetto musicale.
La produzione e gli arrangiamenti sono ancora curati da Gianni Marchetti, mentre le registrazioni vengono effettuate allo studio Trafalgar di Roma con il tecnico del suono Giorgio Agazzi, allo Studio Bach di Milano con il tecnico del suono Nino Iorio e soprattutto negli innovativi Stone Castle Studios di Carimate, con Paolo Tofani, chitarrista degli Area come tecnico del suono.
Tutte le canzoni sono scritte dallo stesso Rosso, che per la prima volta non si firma con il suo vero nome, Stefano Rossi, ma con lo pseudonimo, e sono edite dalla Edizioni Musicali Itaca.
Oltre ai due strumentali ed alle canzoni del 45 giri, altri brani degni di nota sono l'allegra Quando partì Noè, che viene ripresa anche nel finale, e che in origine era stata scritta da Stefano Rosso per uno spettacolo del gruppo di cabaret La Smorfia (il trio formato da Massimo Troisi, Lello Arena e Enzo De Caro), Ma dove andiamo, brano con influenze musicali popolari, Quarant'anni, bilancio di un'età che, comunque, il cantautore doveva ancora raggiungere (avendo all'epoca 32 anni), Milano (ispirata da un suo soggiorno in questa città nel 1975 per partecipare come chitarrista fisso alla trasmissione Alle cinque della sera, condotta da Gianni Morandi ed Elisabetta Viviani ed in onda su Rai 2; ma i due brani più belli sono Quello che mi resta e Per male che gli vada, due ballate malinconiche in cui il cantautore, accompagnandosi con la chitarra acustica, nella prima fa un'analisi di quello che è stata la sua vita fino a quel momento (« Ecco quello che mi resta: / tanta voglia dentro i panni, / tanta confusione in testa ») mentre nella seconda allarga lo sguardo al mondo, rilevandone i problemi e le inadempienze dei potenti.
La copertina del disco, ideata da Giorgio Pertici e realizzata da Gianni Cicarelli e Luca Coelli, raffigura una carta da gioco, il fante di cuori, con il volto del cantante; è apribile e all'interno sono riportati i testi delle canzoni, ma non i nomi dei musicisti che hanno partecipato alle sessioni di registrazione.
Il 33 giri, pur entrando in classifica, rimane in posizioni molto basse, non superando la trentesima posizione rimanendo in hit-parade per sole 4 settimane, al contrario del 45 giri che riscuoterà un successo maggiore.
Io e il sig. Rosso è l'unico album di Stefano Rosso pubblicato dalla Ciao Records, il cantautore infatti l'anno successivo passerà alla Lupus.

## Tracce
Lato A
1. Quando partì Noè – 3:33
2. Ma dove andiamo – 3:12
3. Banjorosso – 1:34
4. L'italiano – 3:35
5. Per male che gli vada – 3:19

Durata totale: 15:13
Lato B
1. Grazie a Dio – 4:08
2. Milano – 3:19
3. Quarant'anni – 3:49
4. Quello che mi resta – 3:05
5. Metro's rag
6. Quando partì Noè (finale) – 0:42

Durata totale: 15:03